# 高麗川站
高麗川站（日语：／ Komagawa eki */?）是位於埼玉縣日高市大字原宿，屬於東日本旅客鐵道（JR東日本）的鐵路車站。

## 停靠路線
此站的所屬線八高線與此站為終點的川越線的分岔站。自1996年（平成8年）3月16日埼玉縣日高市的高麗川站-八王子之間電化改造起，八高線上的營運系統以本站為界徹底南北分開，由南方的電車自高麗川站起進入川越線直通運轉；而往高崎方向的氣動車以本站為終點站

## 車站構造
本站為擁有單式月台1面1線和島式月台1面2線的地面車站。

### 月台配置
| 月台 | 路線    | 方向 | 目的地             |
| ---- | ------- | ---- | ------------------ |
| 1、3 | ■八高線 | 上行 | 東飯能、八王子方向 |
| 1、3 | ■川越線 | -    | 川越、大宮方向     |
| 2    | ■八高線 | 下行 | 小川町、高崎方向   |

（來源：JR東日本:車站構內圖 （页面存档备份，存于））

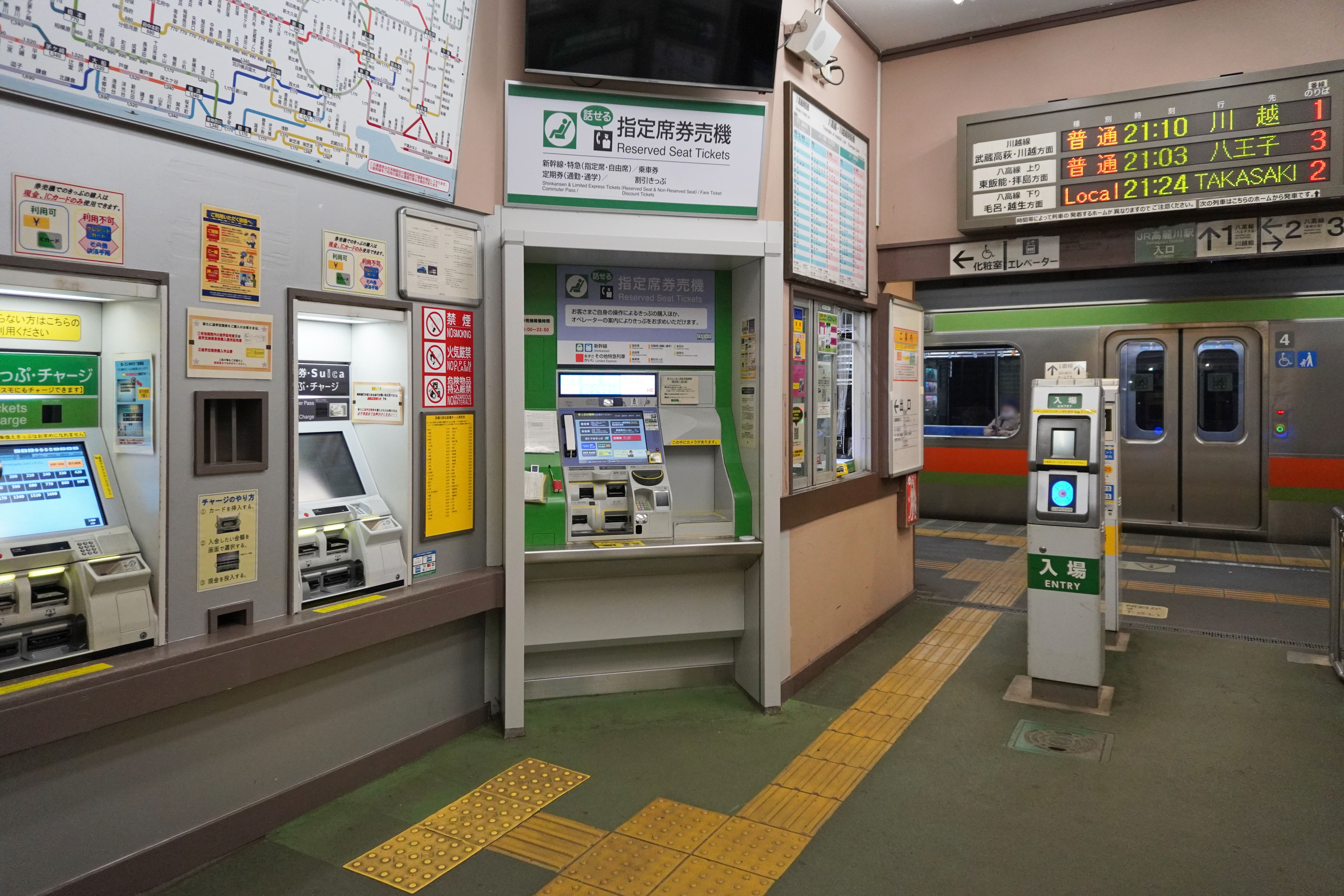
驗票閘口（2023年2月）
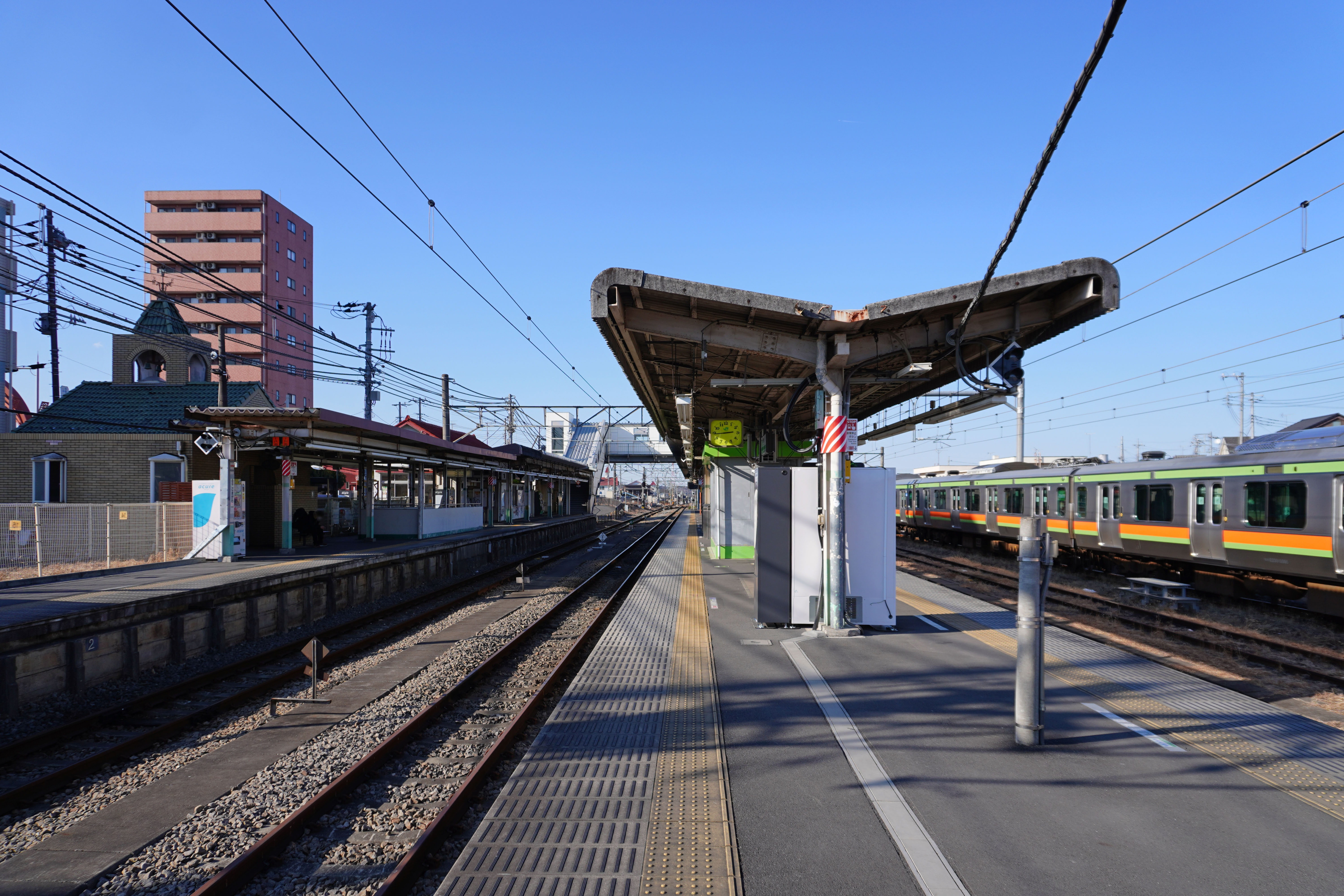
月台（2023年2月）

## 使用情況
2019年（令和元年）度的1日平均上車人次為4,483人。
| 年度               | 1日平均 上車人次 | 來源     |
| ------------------ | ---------------- | -------- |
| 1990年（平成02年） | 3,770            |          |
| 1991年（平成03年） | 4,023            |          |
| 1992年（平成04年） | 4,191            |          |
| 1993年（平成05年） | 4,288            |          |
| 1994年（平成06年） | 4,335            |          |
| 1995年（平成07年） | 4,323            |          |
| 1996年（平成08年） | 4,465            |          |
| 1997年（平成09年） | 4,379            |          |
| 1998年（平成10年） | 4,348            |          |
| 1999年（平成11年） | 4,313            | [ * 1 ]  |
| 2000年（平成12年） | 4,187            | [ * 2 ]  |
| 2001年（平成13年） | 4,172            | [ * 3 ]  |
| 2002年（平成14年） | 4,124            | [ * 4 ]  |
| 2003年（平成15年） | 4,110            | [ * 5 ]  |
| 2004年（平成16年） | 4,104            | [ * 6 ]  |
| 2005年（平成17年） | 4,179            | [ * 7 ]  |
| 2006年（平成18年） | 4,292            | [ * 8 ]  |
| 2007年（平成19年） | 4,495            | [ * 9 ]  |
| 2008年（平成20年） | 4,613            | [ * 10 ] |
| 2009年（平成21年） | 4,623            | [ * 11 ] |
| 2010年（平成22年） | 4,582            | [ * 12 ] |
| 2011年（平成23年） | 4,516            | [ * 13 ] |
| 2012年（平成24年） | 4,585            | [ * 14 ] |
| 2013年（平成25年） | 4,711            | [ * 15 ] |
| 2014年（平成26年） | 4,609            | [ * 16 ] |
| 2015年（平成27年） | 4,618            | [ * 17 ] |
| 2016年（平成28年） | 4,655            | [ * 18 ] |
| 2017年（平成29年） | 4,610            | [ * 19 ] |
| 2018年（平成30年） | 4,580            | [ * 20 ] |
| 2019年（令和元年） | 4,483            |          |

| 年度 | 發送貨物（公噸） | 到着貨物（公噸） |
| ---- | ---------------- | ---------------- |
| 1962 | 815,126          | 1,753,710        |
| 1963 | 694,136          | 1,674,230        |
| 1966 | 522,244          | 1,469,900        |
| 1973 | 9,163            | 18,088           |
| 1979 | 536,709          | 1,540,557        |
| 1983 | 338,573          | 52,649           |
| 1989 | 316,160          | 34,372           |
| 1994 | 382,888          | 40,420           |
| 1999 | 30,236           | 3,088            |

## 車站周邊
- 全家丸廣日高店（超級市場）
- 八百幸高麗川店
- 蔦屋高麗川店
- 麥當勞
- 高麗川（来自车站名字的川）
- 高麗神社
- 公共厕所（有车站構内、公共汽车站附近共兩箇）
- 市立図書館
- 高麗川邮局（県道沿い）
- 高麗川店
- 飯能信用金庫支店
- 药商店
- 埼玉県道15号川越日高線
- 埼玉県道30号飯能寄居線

### 公車客運
國際興業巴士
- 醫大11、31、32：往埼玉醫大（一部開往埼玉醫大國際醫療中心的區間車）
- 醫大11-2：往埼玉醫大保健醫療學部（直達車）
- 飯-12、醫大31、32：經高麗站、往飯能站

飛鷹巴士
- H04：往日高團地
- H07：往武藏高萩站
- H08：往高麗川團地第二返回場

## 歷史
- 1933年（昭和8年）4月15日 - 國鐵八高線 東飯能站～越生站間開業。同時此站開業。
  - 站名來自開業時這站的地址是入間郡高麗川村。
- 1940年（昭和15年）7月22日 - 川越線大宮站～當站開業。
- 1963年（昭和38年）5月16日 - 日本水泥（現、太平洋水泥）專用線開始營運。
- 1985年（昭和60年）9月30日 - 川越線建成電氣化。
- 1987年（昭和62年）4月1日 - 國鐵分割民營化、由東日本旅客鉄道和日本貨物鐵道繼承。
- 1996年（平成8年）3月16日 - 八高線八王子站～當站建成電氣化。
- 1999年（平成11年）9月20日 - 廢止太平洋水泥專用線。
- 2005年（平成17年）4月1日 - 廢止JR貨物車站。

## 相鄰車站
東日本旅客鐵道（JR東日本）
■川越線、八高線（電氣化路段）
武藏高萩（川越線）－高麗川－東飯能（八高線）
■八高線（非電氣化路段）
高麗川－毛呂

### 使用情況
1. ↑  埼玉県統計年鑑 （页面存档备份，存于） - 埼玉県
2. ↑  統計ひだか （页面存档备份，存于） - 日高市

JR東日本2000年度以後上車人次
1. ↑  各駅の乗車人員（2000年度） （页面存档备份，存于） - JR東日本
2. ↑  各駅の乗車人員（2001年度） （页面存档备份，存于） - JR東日本
3. ↑  各駅の乗車人員（2002年度） （页面存档备份，存于） - JR東日本
4. ↑  各駅の乗車人員（2003年度） （页面存档备份，存于） - JR東日本
5. ↑  各駅の乗車人員（2004年度） （页面存档备份，存于） - JR東日本
6. ↑  各駅の乗車人員（2005年度） （页面存档备份，存于） - JR東日本
7. ↑  各駅の乗車人員（2006年度） （页面存档备份，存于） - JR東日本
8. ↑  各駅の乗車人員（2007年度） （页面存档备份，存于） - JR東日本
9. ↑  各駅の乗車人員（2008年度） （页面存档备份，存于） - JR東日本
10. ↑  各駅の乗車人員（2009年度） （页面存档备份，存于） - JR東日本
11. ↑  各駅の乗車人員（2010年度） （页面存档备份，存于） - JR東日本
12. ↑  各駅の乗車人員（2011年度） （页面存档备份，存于） - JR東日本
13. ↑  各駅の乗車人員（2012年度） （页面存档备份，存于） - JR東日本
14. ↑  各駅の乗車人員（2013年度） （页面存档备份，存于） - JR東日本
15. ↑  各駅の乗車人員（2014年度） （页面存档备份，存于） - JR東日本
16. ↑  各駅の乗車人員（2015年度） （页面存档备份，存于） - JR東日本
17. ↑  各駅の乗車人員（2016年度） （页面存档备份，存于） - JR東日本
18. ↑  各駅の乗車人員（2017年度） （页面存档备份，存于） - JR東日本
19. ↑  各駅の乗車人員（2018年度） （页面存档备份，存于） - JR東日本
20. ↑  各駅の乗車人員（2019年度） （页面存档备份，存于） - JR東日本

埼玉縣統計年鑑
1. ↑  .   [2020-07-31]. （原始内容存档于2020-02-02）.
2. ↑  .   [2020-07-31]. （原始内容存档于2020-02-02）.
3. ↑  .   [2020-07-31]. （原始内容存档于2020-02-02）.
4. ↑  .   [2020-07-31]. （原始内容存档于2020-02-02）.
5. ↑  .   [2020-07-31]. （原始内容存档于2020-02-02）.
6. ↑  .   [2020-07-31]. （原始内容存档于2020-02-02）.
7. ↑  .   [2020-07-31]. （原始内容存档于2020-02-02）.
8. ↑  .   [2020-07-31]. （原始内容存档于2020-02-02）.
9. ↑  .   [2020-07-31]. （原始内容存档于2020-02-02）.
10. ↑  .   [2020-07-31]. （原始内容存档于2020-02-02）.
11. ↑  .   [2020-07-31]. （原始内容存档于2020-02-02）.
12. ↑  .   [2020-07-31]. （原始内容存档于2020-02-02）.
13. ↑  .   [2020-07-31]. （原始内容存档于2020-02-02）.
14. ↑  .   [2020-07-31]. （原始内容存档于2020-02-02）.
15. ↑  .   [2020-07-31]. （原始内容存档于2020-02-02）.
16. ↑  .   [2020-07-31]. （原始内容存档于2020-02-02）.
17. ↑  .   [2020-07-31]. （原始内容存档于2020-02-02）.
18. ↑  .   [2020-07-31]. （原始内容存档于2020-02-02）.
19. ↑  .   [2020-07-31]. （原始内容存档于2020-02-02）.
20. ↑  .   [2020-07-31]. （原始内容存档于2020-03-18）.

## 外部連結
- 車站資訊（高麗川）：東日本旅客鐵道

35°53′47″N 139°20′16″E / 35.8965°N 139.3379°E